# Briefermittlung der Deutschen Post

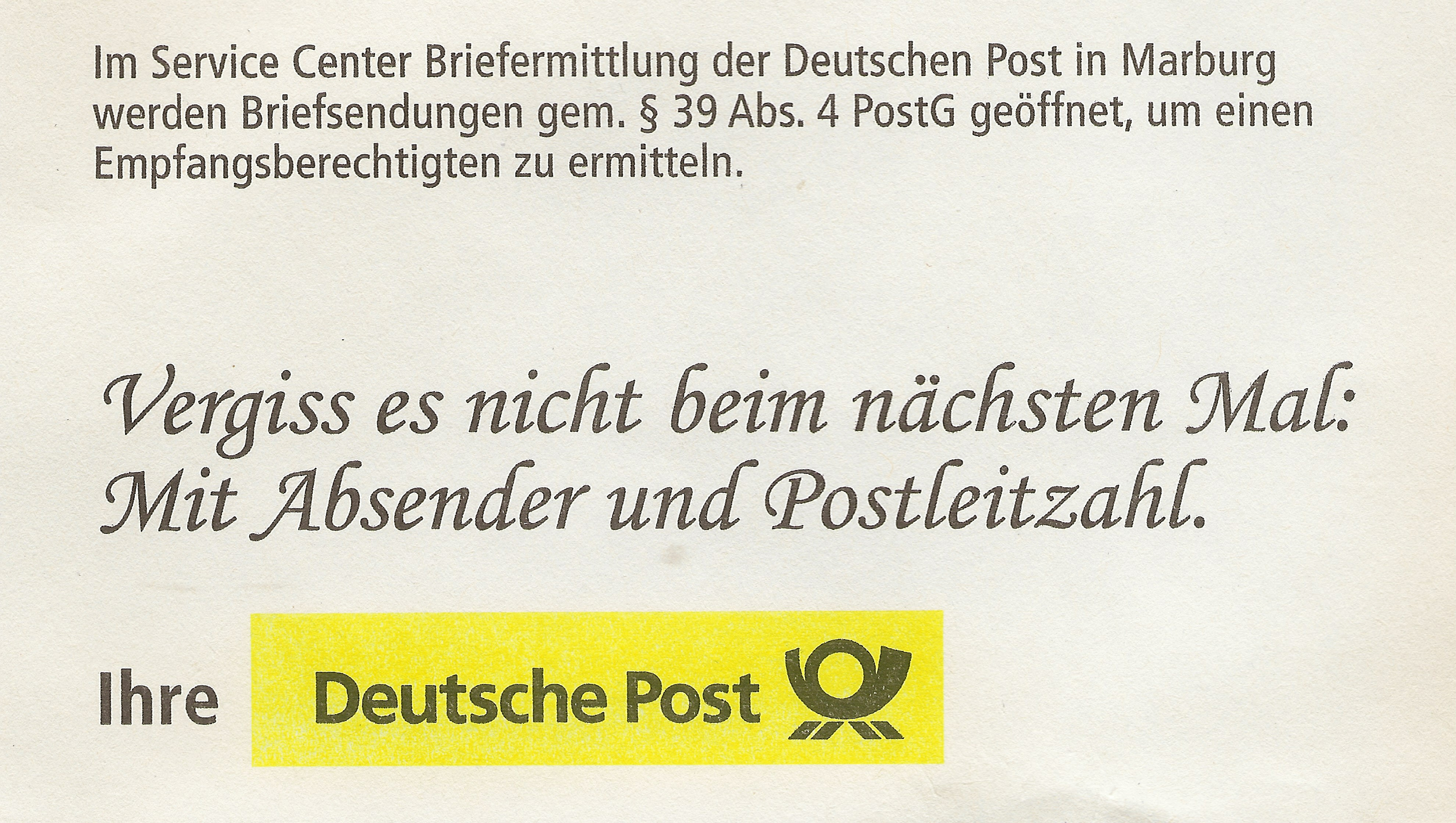
Rückseite eines Kuverts, in dem sich ein geöffneter Brief befindet; oben: Hinweis des Service Center Briefermittlung der Deutschen Post in Marburg, unten: „Vergiss es nicht beim nächsten Mal: Mit Absender und Postleitzahl.“

Die Briefermittlungsstelle der Deutschen Post AG (aktuelle Bezeichnung: Service Center Briefermittlung) befindet sich seit 1978 in Marburg. Die Ermittlungsstelle für Briefsendungen hat die Aufgabe, die von den Postdienststellen eingesandten unanbringlichen oder von der Postbeförderung ausgeschlossenen Briefsendungen zu öffnen, um aus dem Inhalt der Sendungen den Absender oder den Empfänger zu ermitteln. Diese betriebsbedingte Maßnahme verletzt nicht das Postgeheimnis.
Durchschnittlich werden der Briefermittlungsstelle täglich 16.000 Briefe zur Ermittlung zugeführt. In jedem zweiten Fall können Absender oder Empfänger ermittelt werden. Bei den herausgefallenen Gegenständen kann etwa ein Drittel den Besitzern zugeschickt werden.

## Gesetzliche Grundlage
In das Post-, Brief- und Fernmeldegeheimnis nach Art. 10 Grundgesetz wird durch § 39 Absatz 4 Postgesetz eingegriffen, wonach unanbringliche Sendungen zur Ermittlung eines Empfangsberechtigten geöffnet werden dürfen.

## Ablauf nach Öffnung
Wird nach der Öffnung einer Sendung aus dem Inhalt ein Empfangsberechtigter festgestellt, so wird die Sendung diesem zugeleitet. Lässt sich ein Empfangsberechtigter nicht ermitteln, so wird die Sendung für Nachforschungszwecke (Nachforschungs- und Ersatzverfahren) aufbewahrt und nach einer bestimmten Frist vernichtet. Enthalten Briefsendungen amtliche Urkunden, wie z. B. Reisepässe, Personalausweise, Führerscheine, Kraftfahrzeugscheine, Kraftfahrzeugbriefe, Rentenversicherungskarten, Zeugnisse, so werden diese Urkunden nicht vernichtet, sondern an die ausstellende Behörde oder Anstalt gesandt. Ferner werden Gegenstände aus unanbringlichen Briefsendungen, die sich zum Verkauf eignen, unter Beachtung der gesetzlichen Vorschriften versteigert. Der Versteigerungserlös und Bargeldbestände aus unanbringlichen Briefsendungen fließen zur Postunterstützungskasse. Sollte ein Empfangsberechtigter sich nachträglich melden, so wird ihm der zur Postunterstützungskasse vereinnahmte Betrag ohne Zinsen gebührenfrei übersandt.

## Geschichte

### Retourbrief-Öffnungskommission
Bis 1850 wurden die Absender der unzustellbaren Sendungen beim Preussischen Generalpostamt (GPA) von der „Retourbrief-Öffnungskommission“ ermittelt. Bei der Einrichtung der Oberpostdirektionen (OPD) am 1. Januar 1850 wurden diese Geschäfte den OPD übertragen, auch jetzt führten diese Dienststellen noch die Bezeichnung „Retourbrief-Öffnungskommissionen“.  Bei jeder Oberpostdirektion bestand eine solche Ermittlungsstelle für Briefsendungen. In dieser Stelle durften nur Beamte beschäftigt werden, die unter Hinweis auf ihren Diensteid besonders zur Wahrnehmung des Post- und Briefgeheimnisses verpflichtet wurden. Die Beamten hatten sich bei Ermittlung des Namens des Absenders jeder Kenntnisnahme vom Inhalt der Sendungen zu enthalten. Die Dienstaufsicht über die Ermittlungsstelle für Briefsendungen übte ein Referat der Oberpostdirektion aus. Der Dienstbetrieb wurde nach den Vorschriften der Dienstanweisung für das Nachforschungs- und Ersatzverfahren (DA NE) abgewickelt.
Die Benennung der Dienststelle ist mehrfach geändert worden:
- 1863 „Kommission zur Eröffnung unbestellbarer Retourbriefe“
- 1886 „Ausschuß zur Eröffnung unbestellbarer Postsendungen“
- 1909 „Ausschuß für unbestellbare Postsendungen“
- Die „Rückbriefstelle“ ist am 6. März 1925 eingeführt worden.[6]

### Rückbriefstelle
Die Rückbriefstelle hatte die Absender der an sie eingesandten unzustellbaren oder von der Postbeförderung ausgeschlossenen Sendungen zu ermitteln sowie die endgültig unanbringlichen Sendungen aufzubewahren und weiterzubehandeln. Sie bestand bei jeder Oberpostdirektion (OPD) und setzte sich aus mindestens zwei Mitgliedern zusammen, die der Präsident bestimmte. Von den Mitgliedern musste wenigstens eins bei der OPD planmäßig angestellt gewesen sein. Die Aufsicht über die Dienststelle führte ein Postrat. Die bei ihr zu beschäftigten Beamten wurden unter Hinweis auf den Diensteid durch Handschlag verhandlungsschriftlich verpflichtet, ihre Obliegenheiten als Mitglieder der Rückbriefstelle nach der „Geschäftsanweisung für die Rückbriefstelle“ und den Vorschriften der Allgemeine Dienstanweisung für Post und Telegraphie (ADA) zu besorgen, besonders aber die Absender unter Wahrung des Briefgeheimnisses verschwiegen und treu zu ermitteln.

### Briefaufklärungsstelle in Berlin
Briefaufklärungsstelle hieß die beim Briefpostamt in Berlin C2 zur Ermittlung der Empfänger unzustellbarer Sendungen eingerichtete besondere Dienststelle. Bis zum 18. März 1925 hieß sie „Rückbriefstelle des Briefpostamts“. Die Bezeichnung „Briefaufklärungsstelle“ war durch die Umbenennung des bei jeder OPD bestehenden Ausschusses für unzustellbare Sendungen in Rückbriefstelle notwendig geworden. Die alte „Rückbriefstelle des Postamts“ wird in der Chronik dieses Amtes erstmals um 1880 erwähnt. Es heißt da:

„Die Rückbriefstelle wurde zu einer Abteilung mit bedeutendem Geschäftsumfang erweitert. Ihr Wirken hat sich von besonderem Nutzen erwiesen, denn bei dem überwiegend größeren Teil aller Briefschaften, die unrichtig oder unleserlich geschriebene Aufschriften tragen, führen die Nachforschungen der Prüfungsbeamten auf die richtige Spur der Empfänger.“

Ihr wurden überwiesen:
1. die Berliner Ortsbriefsendungen ohne Wohnungsangabe, deren Ermittlung bei der Berliner Aufgabepostanstalt nicht gelungen ist;
2. alle von Reichs-, Staats, Ortsbehörden oder Gerichtsvollziehern an physische Personen (ausschließlich Offiziere) abgesandten gewöhnlichen Briefsendungen, bei denen eine Anfrage der Berliner Bestimmungspostanstalt bei der Polizei ohne Erfolg war. Die Briefaufklärungsstelle setzt dann die Ermittlung beim Einwohnermeldeamt fort;
3. alle Sendungen an hochgestellte und bekannte Personen, an Behörden, Firmen, Gesellschaften, Vereine, Zeitungen, Zeitschriften, Offiziere des stehenden Heeres und an sonstige Personen, deren Ermittlung durch die Nachschlagewerke der Briefaufklärungsstelle zu erhoffen ist, z. B. Beamte, Ärzte, Ingenieure, Gelehrte, Studierende, Lehrer und Abgeordnete.

Außerdem werden bei der Briefaufklärungsstelle die Sendungen ohne Aufschrift und ohne Inhalt behandelt. Aus der Stellung des Briefpostamt als Hauptpostamt besonders im Verkehr mit dem Auslande ergibt sich endlich eine Anzahl von Arbeiten, die hauptsächlich folgendes betreffen:
1. Aufbewahrung und weitere Behandlung der vom Ausland eingegangenen Rückscheine, auf denen die Ausgabe-Postanstalten nicht oder ungenau bezeichnet ist. Gelingt die Unterbringung nicht, so tritt die Briefaufklärungsstelle mit der ausländischen Postanstalt in Verbindung. Die mangelhafte Ausfertigung wird der Aufgabespostanstalt nach Ermittlung gemeldet.
2. Behandlung der Auslandsendung ohne Wohnungsangabe.
3. Fremdsprachige Aufschriften werden durch Vermittlung des Haupttelegraphenamts, des Auslandsbüro des Reichspostministerium oder der Konsulate übersetzt.

Die Briefaufklärungsstelle benutzte grüne Tinte.
Eilboten-, Rohrpostsendungen, Briefe mit Zustellungsurkunde und Karten der Güterabfertigung wurden am Eingangstage bearbeitet. Zunächst wurde bei allen Sendungen der Zustellbericht geprüft und dann die Ermittlung auf Grund der Nachschlagewerke vorgenommen. Unerhebliche Abweichungen in der Schreibweise des Namens sind bei gewöhnlichen Sendungen kein Grund zur Unzustellbarkeit, wenn andere genügende Angaben zur Ermittlung des Empfängers vorhanden sind. Sendungen mit Straßenangaben, die sich von andern nur durch Zusatz unterscheiden oder bei denen sich die Unterbringung vermuten ließ, wurden dem Zustellpostamt mit Anfrageschreiben übersandt. Im Falle der Unauffindbarkeit von Anschriften von Zeitungen und Zeitschriften, die also nicht im Adressbuch und in der Zeitungspreisliste verzeichnet waren, wurden beim Postzeitungsamt angefragt. Sendungen an Bevollmächtigte zum Reichsrat wurden dem Postamt im Reichstag (Sonderpostamt im Reichstag) zugestellt, solche an Rechtsanwälte der Anwaltskammer, an Gerichtsbeamte den Gerichten, an Schriftsteller und Redakteure dem Deutschen Schriftstellerverband vorgezeigt. Postlagernde Sendungen ohne Angabe der Postanstalt führte die Briefaufklärungsstelle der Lagerstelle des Briefpostamtes zu. Die endgültig unzustellbaren Sendungen wurden zur Feststellung des Absenders der Rückbriefstelle der Oberpostdirektion Berlin zugeführt. Die endgültig unanbringlichen gewöhnlichen offenen Briefsendungen sowie die unzustellbaren wertlosen Drucksachen wurden vernichtet. Im Durchschnitt kamen bei der Dienststelle täglich rund 2.000 Sendungen auf, von denen 65 bis 70 % ermittelt werden konnten (Stand: 1927).

#### Benutzte Werke zur Ermittlung
Zu Ermittlungen dienten der Briefaufklärungsstelle folgende Werke (Stand: 1927):
Berliner Adreßbuch, Amtliches Fernsprechbuch für Berlin, Verzeichnisse der handelsgerichtlich eingetragenen Firmen, der außergerichtlich eingetragenen Firmen, der eingetragenen Vereine, der in Berlin erscheinenden Zeitungen, Zeitungspreisliste, Deutscher Universitäts-Kalender, Deutscher Literatur-Kalender (Kürschner), Verzeichnisse der gewerblichen Berufsgenossenschaften, Versicherungsgesellschaften, Berufsgenossenschaften, Krankenkassen, Stiftungen, Gothaischer Genealogischer Hofkalender, Gothaisches genealogisches gräfliches Taschenbuch, Gothaisches genealogisches freiherrliches Taschenbuch (Gothaischer Hofkalender, Genealogisches Handbuch des Adels), Handbuch für das Deutsche Reich, Merkbuch über Kongresse, Verzeichnis der Postscheckkunden, Personenverzeichnis der Universität, der landwirtschaftlichen und technischen Hochschule, Rangliste der höheren Reichs-Post- und Telegraphenbeamten.